# Pennahia pawak
Pennahia pawak är en fiskart som först beskrevs av Lin, 1940.  Pennahia pawak ingår i släktet Pennahia och familjen havsgösfiskar. Inga underarter finns listade i Catalogue of Life.